# Klaus Scharioth

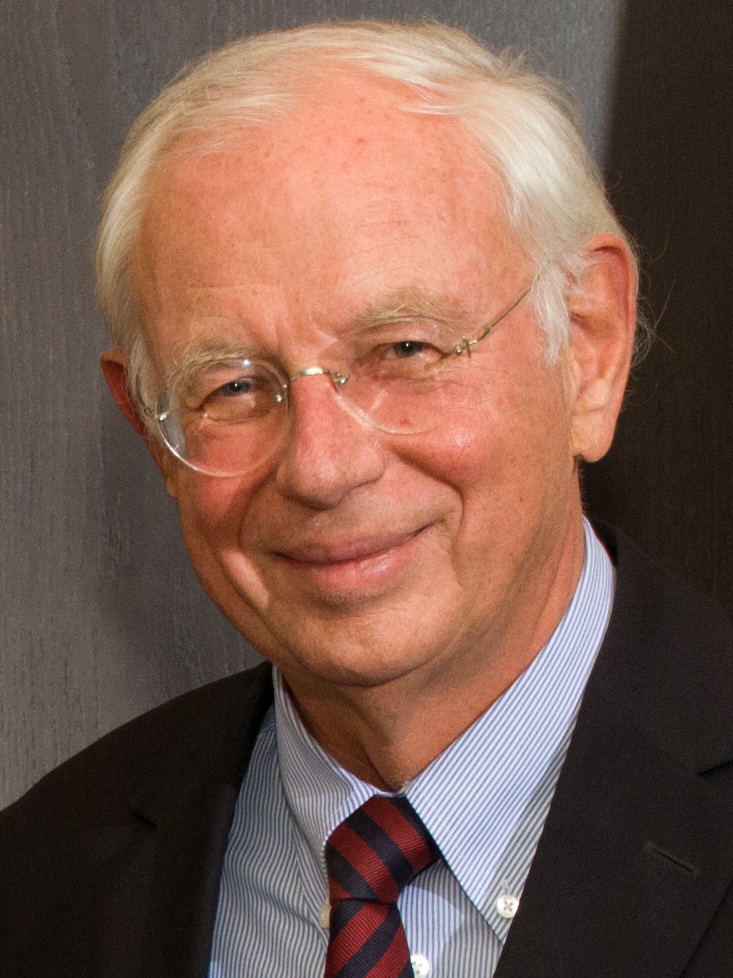
Klaus Scharioth (2009)

Klaus Erich Scharioth (* 8. Oktober 1946 in Essen) ist ein deutscher Diplomat. 
Von 1999 bis 2002 war er Politischer Direktor und Leiter der Politischen Abteilung im Auswärtigen Amt und von 2002 bis 2006 Staatssekretär. Von März 2006 bis Juni 2011 war Scharioth deutscher Botschafter in den USA. Von August 2011 bis September 2024 diente Scharioth als Rektor des Mercator Kollegs für internationale Aufgaben. Er lehrt außerdem als Professor of Practice an der Fletcher School of Law and Diplomacy in Medford, Massachusetts, USA.

## Ausbildung
Nach seinem Abitur 1966, an der Goethe-Schule in Essen, studierte Scharioth ein Jahr lang als Rotary-Stipendiat am College of Idaho in Caldwell, Idaho Politikwissenschaft, Soziologie und Psychologie. Ein Studium der Rechtswissenschaften in Bonn, Freiburg und Genf beendete er 1973 mit dem ersten juristischen Staatsexamen. Bis 1975 studierte er Internationale Beziehungen, Völkerrecht und Internationale Wirtschaft an der Fletcher School of Law and Diplomacy, der Harvard Law School sowie der John F. Kennedy School of Government.
Als Abschlüsse besitzt Scharioth einen Master of Arts (1974), einen Master of Law and Diplomacy (1975) und einen Doctor of Philosophy (1978), allesamt von der Fletcher School.

## Diplomatischer Dienst
Scharioth trat 1976 in das Auswärtige Amt ein. Nachdem er dort im Asienreferat, im Pressereferat und im Büro Staatssekretäre tätig gewesen war, wurde er 1979 für seine erste Auslandsverwendung an die deutsche Botschaft in Quito, Ecuador, entsandt. Von 1982 bis 1986 gehörte Scharioth dem Planungsstab im Auswärtigen Amt an und war danach von 1986 bis 1990 an der Ständigen Vertretung bei den Vereinten Nationen in New York tätig. Zeitgleich war er stellvertretender Vorsitzender des VN-Rechtsausschusses und des Charta-Ausschusses.
Von 1990 bis 1993 arbeitete Scharioth im Völkerrechtsreferat des Auswärtigen Amtes und war danach bis 1996 Kabinettchef des NATO-Generalsekretärs in Brüssel. Anschließend übernahm er unter Außenminister Klaus Kinkel die Leitung des Referats Verteidigungs- und Sicherheitspolitik im Auswärtigen Amt. Von 1997 bis 1998 gehörte er dem Leitungsstab des Auswärtigen Amtes an, ab April 1998 als dessen Leiter. Er leitete im Anschluss daran die Unterabteilung Internationale Sicherheit und Nordamerika. In der Amtszeit von Joschka Fischer stieg Scharioth im Jahr 1999 zum Politischen Direktor und Leiter der Politischen Abteilung und im Jahr 2002 zum Staatssekretär auf. In diesem Amt stieß Scharioth 2005 in einem TV-Interview die öffentliche Debatte um die Aufarbeitung der NS-Diktatur im Auswärtigen Amt wieder an, die 2010 mit der Vorstellung der Untersuchung Das Amt und die Vergangenheit endete.
Einer breiten Öffentlichkeit wurde Scharioth bekannt durch seine Rolle im Krisenstab der Bundesregierung während der Tsunami-Schäden im Indischen Ozean 2004 und während der Entführungen im Irak 2005.

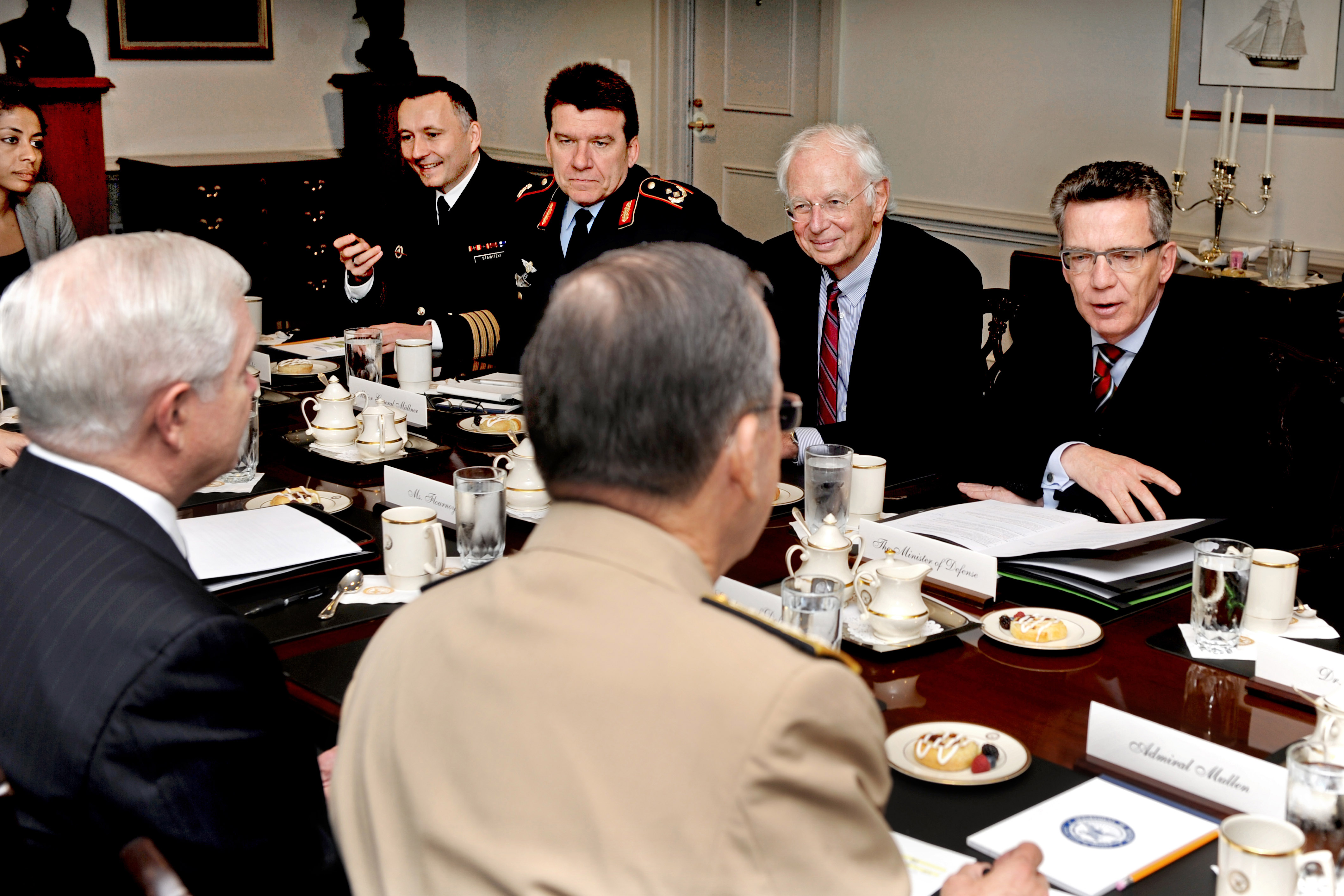
Klaus Scharioth (2011) links neben Thomas de Maizière

Vom 13. März 2006 bis Juni 2011 war Scharioth deutscher Botschafter in den Vereinigten Staaten von Amerika. 
Scharioth ist verheiratet und hat drei Kinder.

## Auszeichnungen
Scharioth wurde die Ehrendoktorwürde des College of Idaho (2007), der Chatham University (2007) und der Old Dominion University (2010) verliehen. Zudem wurde er im Jahr 2000 mit dem Orden des Marienland-Kreuzes II. Klasse ausgezeichnet und 2011 mit dem Verdienstkreuz 1. Klasse der Bundesrepublik Deutschland.